# بئر السبع (محافظة)
بئر السبع مدينة قديمة، سكنتها القبائل الكنعانية. وتقع جنوب فلسطين.

## سبب التسمية
دعيت بئر السبع على الأرجح نسبة إلى آبار سبعة قديمة بها، وقيل أنها دعيت بذلك نسبة إلى البئر التي حفرها إبراهيم والنعاج السبعة التي قدمها لزعيم المنطقة (إبيمالك) لخلاف وقع بين رعاتها.

## تاريخ المنطقة
ازدهرت وعمرت في عهد الأنباط والرومان، وكانت محطة للقوافل التجارية التي تعبر البلاد، وكانت في القرن الثاني الميلادي قرية كبيرة بها حامية عسكرية رومانية، وقد عرفت بعد الفتح الإسلامي ببلدة عمر بن العاص، حيث أقام بها قصراً له. إلا أن قلة الأمطار وكثرة المحول وتحول طرق المواصلات أدى إلى تأخر هذه البلدة وخرابها، وقد أعاد العثمانيون بنائها عام 1900 وجعلوها مركزاً لقضاء يحمل اسمها، وكانت في الحرب العالمية الأولى قاعدة للجيوش العثمانية. وقد احتلها البريطانيون بتاريخ 31 تشرين أول 1917، فكانت أول مدينة فلسطينية تحتلها القوات البريطانية. وفي منتصف آيار عام 1948، تشكلت حامية للدفاع عن المدينة مؤلفة من أفراد الشرطة المحلية والهجانة، وعدد من المناضلين والشباب المتطوعين من أبناء المدينة من البدو، وتولى قيادتهم عبد الله أبو ستة. خاضوا معارك باسلة دفاعاً عن المدينة أمام هجمات المنظمات الصهيونية المسلحة، وسقطت المدينة بأيدي الصهاينة في صباح 21 أكتوبر 1948 بعد معركة ضارية وغير متكافئة. لقد حاول الصهاينة إبعاد وتشريد البدو من الصحراء الفلسطينية (النقب) من أجل زيادة السكان اليهود، لذلك حرموا البدو من رخص البناء أو الاستقرار في المنطقة، واستمرت هذه السياسة منذ عام 1948 حتى الآن. وقد انتشرت في قضاء بئر السبع المنشآت العسكرية والمستعمرات التي تتزايد يوماً بعد يوم وتحولت الآن مدن مثل ديمونا وعراد، وإيلات، ونتيفوت، وافقيم، ويروحام، وسدي بوكر وغيرها.

## جغرافيا
تعتبر بئر السبع مركز للتجارة والاتصالات بين تجار القدس والخليل وغزة والمجدل والقبائل البدوية. ويقع قضاء بئر السبع جنوب فلسطين، ويحده من الغرب قضاء غزة، ومن الشرق الأردن، وجنوب البحر الميت ووادي عربة، ومن الشمال قضاء الخليل، ومن الجنوب خليج العقبة وشبه جزيرة سيناء.
وقدرت مساحة أراضي القضاء حوالي 12.577كم مربع.
أما مساحة مدينة بئر السبع 2890 دونماً، وتقع مدينة بئر السبع غرب البحر الميت بنحو 75كم وشرق البحر الأبيض المتوسط بنحو 85كم، وترتفع عن مستوى سطح البحر 175م، وتقع في الجزء الجنوبي لفلسطين، وفي الجزء الشمالي لصحراء فلسطين (صحراء النقب)، على نصف قاعدة المثلث الذي تشكله الصحراء تقريباً. وقد تطورت مدينة بئر السبع، حيث بنيت فيها داراً للبلدية ومضخة للمياه ومطحنة للحبوب ومسجد ومدرسة للبنين، وغرست الأشجار على جنباتها، إضافة إلى خط السكة الحديد الذي ربطها بباقي مدن فلسطين وحتى الحدود المصرية.

## السكان
ويتألف قضاء بئر السبع من مجموعة قبائل كبيرة هي: الجبارات، والعزازمة، والترابين، والتياها.
وابوالجحاش، والحناجرة، والسعيديين. هاجرت أعداد كبيرة منهم باتجاه غزة بعد نكبة 1948 واستقروا فيها، وبقي قسم منهم في بئر السبع.
أما عدد سكان القضاء، فقد بلغوا عام 1922 (75.254 نسمة)، وقدروا في أواخر عهد الانتداب البريطاني نحو 100 ألف نسمة. أما سكان المدينة فقد بلغ عام 1922 حوالي 2356 نسمة، وعام 1945 قدروا 5570 نسمة.